# Anne-Mieke Bremer
Anne-Mieke Bremer (* 31. Oktober 1991 in Neustadt am Rübenberge) ist eine deutsche Politikerin (Die Linke). Bei der Bundestagswahl 2025 zog sie über Platz 5 der niedersächsischen Landesliste ihrer Partei erstmalig in den Deutschen Bundestag ein.

## Leben
Bremer studierte von März 2018 bis August 2021 Soziale Arbeit an der Hochschule Hannover. Zuvor arbeitete sie mehrere Jahre freiberuflich als Grafikdesignerin. Nach Abschluss ihres Studiums arbeitete sie als Sozialarbeiterin und war zuletzt als Schulsozialarbeiterin an der Oberschule in Nienburg beschäftigt.
Bremer war 2021 Mitglied des niedersächsischen Landesvorstands ihrer Partei. Seit November 2019 ist sie Vorsitzende des antifaschistischen Musikfestivals Weserbeatz.
Bremer kandidierte für die Bundestagswahl 2025 im Wahlkreis 040: Nienburg II – Schaumburg und zog über die niedersächsische Landesliste in den Bundestag ein. Während der 21. Legislaturperiode ist sie ordentliches Mitglied im Ausschuss für Digitales und Staatsmodernisierung und im Ausschuss für Forschung, Technologie, Raumfahrt und Technikfolgenabschätzung. Zudem ist sie stellvertretendes Mitglied im Haushaltsausschuss und im Petitionsausschuss. Für ihre Fraktion ist sie Sprecherin für Games und Digitale Infrastruktur.